# Heracleia Cibistra

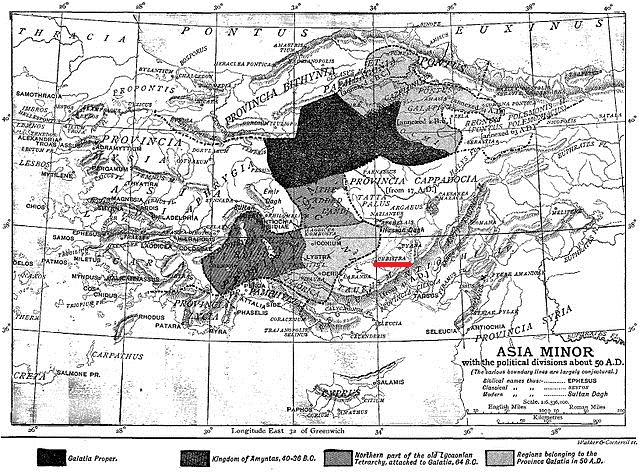
Mapa mostrando a localização de Heracleia Cibistra.

Heracleia Cibistra (em grego: Hράκλεια Κύβιστρα; romaniz.: Heraclea Cybistra; perto da atual Ereğli na Província de Cônia, Turquia), sob o nome de Cibistra, teve alguma importância durante o período helenístico por causa de sua posição perto do ponto onde a estrada para as Portas da Cilícia entra em terreno montanhoso. Ela ficava no caminho dos exércitos e foi mais de uma vez saqueada pelos invasores árabes (por Harune Arraxide na invasão de 806 e por Almamune em 832, por exemplo). Três horas de viagem para o sul estão os famosos relevos de hititas representando um rei (provavelmente da vizinha Tiana) adorando um deus, o primeiro monumento hitita descoberto em tempos modernos (no século XVIII pelo sueco Otter, um emissário do rei da França Luís XIV.